# رین تاکاناشی
رین تاکاناشی (به ژاپنی: 高梨 臨) بازیگر ژاپنی‌ست که مدل سابق یکی از مجلات ژاپنی نیز بوده‌است. او نخستین فیلمش را در سال ۲۰۰۷ بازی کرد.
وی در فیلم مثل یک عاشق ساختهٔ عباس کیارستمی در کنار ریو کاسه به ایفای نقش پرداخت.